# Marcha de estadounidenses ateos a Washington

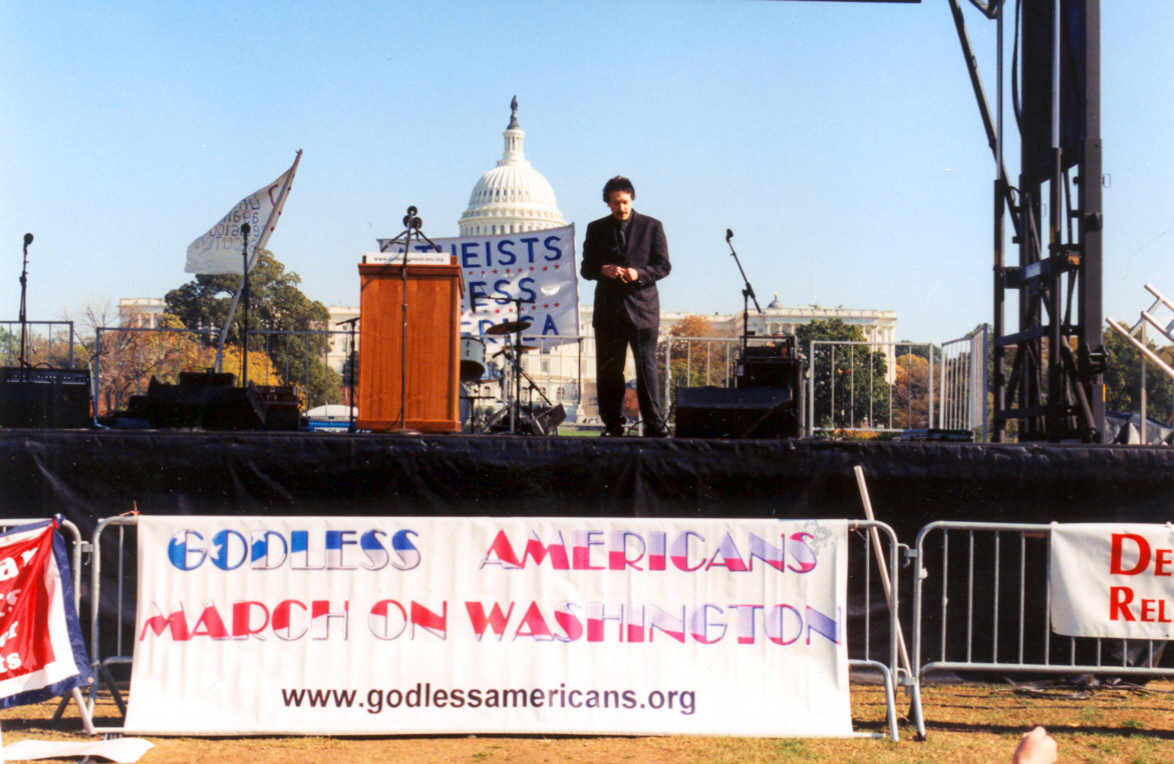
Los estadounidenses ateos marchan sobre Washington el 11 de febrero de 2002.

El 2 de noviembre de 2002 se organizó la Marcha de estadounidenses irreligiosos a Washington (Godless Americans March on Washington (GAMOW)) con la participación de personas ateas, librepensadoras, agnósticas y humanistas. La marcha unió a alrededor de 2.000 personas en un recorrido de una milla.

## Objetivos
Concretamente se pedía separación iglesia-estado, respeto a los derechos civiles y existencia de una gran y única voz para la política nacional.
Ellen Johnson, presidenta de American Atheists y directora de la marcha anunció la creación del Comité político de acción de los estadounidenses sin dios: Godless Americans Political Action Commitjm

## Línea de tiempo
El evento comenzó a las 11:00 a. m. cerca del monumento a Washington, encabezado por una pancarta promoviendo la separación iglesia-estado. Hacia la mitad del recorrido la manifestación fue confrontada por otra de manifestantes religiosos pero la marcha continuó hasta la llegada al Mall donde 20 personas hablaron sobre laicismo y se llevaron a cabo varias actuaciones musicales. La duración total fue de cuatro horas.

## Eslóganes y discursos
La marcha estuvo marcada por gran cantidad de frases y consignas en pegatinas y camisetas como "What Our Schools Need is a Moment of Science!" (¡Lo que nuestras escuelas necesitan es un momento de ciencia!) , "Atheism is Myth-Understood!", "Secular Humanists for a Secular America.", "Citizen - Atheist -Patriot." (Ciudadano - ateo - patriota). La camiseta oficial mostraba una imagen del Capitolio y la bandera americana con la frase: "Free, Proud and on the Move - GODLESS AMERICANS." (Libres, orgullosos y en movimiento. AMERICANOS SIN DIOS)
Muchas personas realizaron discursos en la marcha, entre ellas se encuentran Frank Zindler, editor del  American Atheist magazine, Margaret Downey de la Freethought Society of Greater Philadelphia y Ed Buckner, director ejecutivo del Council for Secular Humanism (ver Event Speakers) Los discursos giraron en torno al ateísmo. Ed Buckner habló sobre la idea que los teístas tienen sobre la falta de moralidad de las personas ateas, al intentar apropiarse de la palabra moralidad.

## Portavoces en la marcha
Algunas de las personas que realizaron discursos en la marcha fueron:
- Michael Newdow, activista
- Ed Buckner, director del Council for Secular Humanism
- Taslima Nasrin, escritora y disidente de Bangladés
- Eddie Tabash, abogada de California
- Douglas Campbell, candidato del Partido Verde de los Estados Unidos a gobernador de Michigan
- August Brunsman, fundador de la Alianza Laica de Estudiantes
- Michael Rivers, Director de American Atheists en Utah
- Kathleen Johnson, fundador de la Asociación de militares ateos y librepensadores, que proveyó de seguridad al evento
- Norm Allen, de Afroamericanos por el humanismo African Americans for Humanism
- Larry Darby, de Alabama Atheists
- Bobbie Kirkhart de la Alianza Atea Internacional
- Margaret Downey de la Sociedad Librepensadora del Gran Filadelfia
- Jim Strayer, de Atheists of Florida
- John Scalise, de Humanistas de los Grandes Lagos
- Harry Greenberger de Humanistas laicos de Nueva Orleans
- "Reverendo" Chris Harper de la iglesia de ficción Landover Baptist Church (también conocida como Americhrist Ltd.)